# Benny Fazio
Benito „Benny” Fazio, Jr.,(n. 1969), interpretat de Max Casella, este un personaj fictiv în seria televizată distribuită de HBO, Clanul Soprano. Inițial asociat de-al lui Christopher Moltisanti, Benny a început să lucreze pentru familia mafiotă Soprano împreună cu Chris sub „căpitanul” Paulie „Walnuts” Gualtieri. A continuat să lucreze pentru Chris după ce acesta a fost promovat la rangul de „căpitan”. Benny Fazio a devenit și el membru oficial al Mafiei având rangul de „soldat”.

## Crime comise de Benny Fazio
- Stanley Johnson (2002)